# Adolphe Pinard

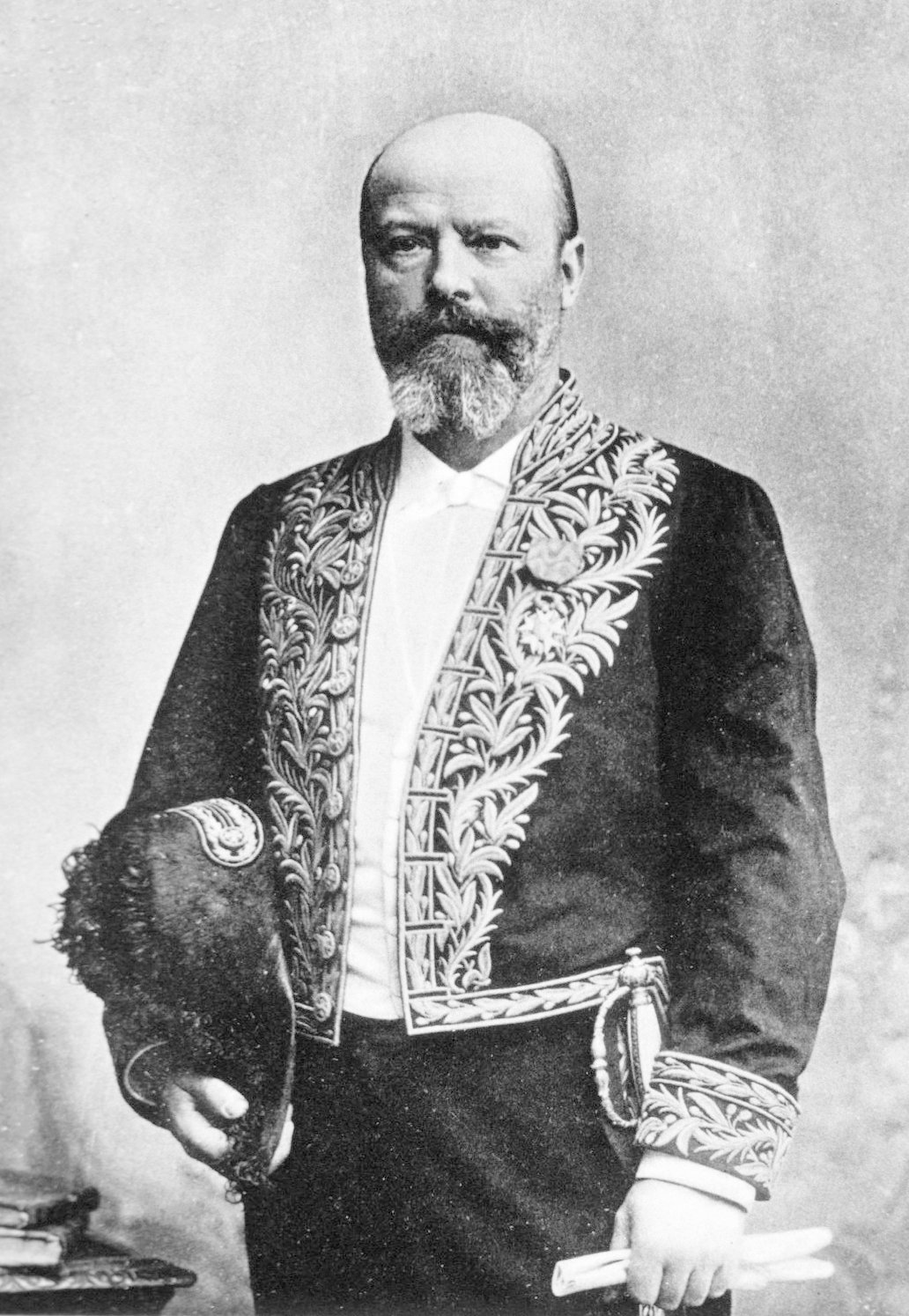
Adolphe Pinard (1844–1934)

Adolphe Pinard (* 4. Februar 1844 in Méry-sur-Seine; † 1. März 1934 ebenda) war ein französischer Geburtshelfer.

## Leben und Wirken
Pinard war der Sohn eines Bauern, lernte bei einem Apotheker, studierte in Paris Medizin und wurde 1874 an der Sorbonne mit der Dissertation Nouvelles recherches de pelvimétrie et de pelvigraphie, sur la forme et les diamètres antéro-postérieurs de 100 bassins viciés représentés de grandeur naturelle. (Neue pelvimetrische und pelvigrafische Untersuchungen über die Form und antero-posteriore Durchmesser von 100 Becken unzureichender natürlicher Größe.) promoviert. Er arbeitete in Paris, wo er Assistent bei Étienne Stéphane Tarnier (1828–1897), später Professor für Geburtshilfe war. Er gilt als Vater der modernen Perinatalmedizin und der „Puericulture Bewegung“ (Säuglingspflege) und war Präsident der französischen Gesellschaft für Eugenik.
Adolphe Pinard etablierte geburtshilfliche Palpationsverfahren und das sogenannte Pinard Manöver zur Entbindung bei Beckenendlage. Um 1892/1893 führten Pinard und Paul Zweifel die Symphyseotomie neu in die Geburtshilfe ein. 1895 entwickelte er ein Stethoskop aus Holz zum Abhören (Auskultation) der kindlichen Herztöne, welches heute noch in der Geburtshilfe genutzt wird.
Mit dem Geburtshelfer und Radiologen Henri Victor Varnier richtete er an der Clinique Baudelocque eines der ersten Röntgeninstitute ein.
Als Abgeordneter (1919–1928) reichte er im November 1926 einen Gesetzesentwurf ein, in dem er vor einer Eheschließung eine Bescheinigung über die Abwesenheit übertragbarer Erkrankungen forderte.
Pinard war ein großer Befürworter des Stillens („Die Milch der Mutter gehört zum Kind“) und verurteilte die Verwendung des Schnullers. („Denkt daran, dass bei dem Versuch, Babys zu beruhigen, sie oft viel mehr schaden als nutzen“.)
Zu Ehren von Adolphe Pinard sind die geburtshilfliche Klinik des Universitätsklinikums Nancy und ein Boulevard in Paris nach ihm benannt.

## Schriften (Auswahl)
- Traité du palper abdominal, au point de vue obstétrical, et de la version par manœuvres externes. H. Lauwereyns, Paris 1878.
- mit Victor Wallich: Traitement de l'infection puerpérale. G. Steinheil, Paris 1896.
- Clinique obstétricale. Steinheil, Paris 1899.
- La puériculture du premier âge. Nourriture, vêtement, hygiène. Colin, Paris 1904.
- mit Henri Méry: L'enseignement de la puériculture. Imprimerie nationale, Paris 1912.